# Развод (фильм, 2014)
Развод (ивр. גט - המשפט של ויויאן אמסלם‎) — международный драматический фильм 2014 года, роли в котором исполнили брат и сестра Ронит и Шломи Элькабец. Фильм был показан в рамках двухнедельника режиссёров на Каннском кинофестивале 2014 года, и в секции Contemporary World Cinema на Международном кинофестивале в Торонто в 2014 году.
Как победитель премии Офир, фильм был заявлен Израилем в номинации «Лучший фильм на иностранном языке» на 87-й премии «Оскар», но не был номинирован. Он был номинирован на 72-ю премию «Золотой глобус» в категории «Лучший фильм на иностранном языке».
Является третьим фильмом в трилогии о несчастливом браке Вивиан Амсалем, первый — «Взять жену», второй — «Шива».

## Сюжет
Вивиан Амсалем (Ронит Элькабец) в браке уже двадцать лет. Она обращается в религиозный суд, чтобы получить развод (гет), поскольку они с мужем Элишей (Симон Абкарян) живут отдельно. Суд раввинов распорядился о пробном воссоединении пары, которому Вивиан пытается подчиниться. Супружеские разногласия становятся настолько серьёзными, что она вновь настаивает на разводе.
В течение многих лет Вивиан пытается добиться развода, а её муж делает все возможное, чтобы замедлить этот процесс. Элиша мстителен и мелочен, а брат Элиши, который выступает в качестве его представителя, обвиняет адвоката Вивиан, Кармель, в любви к ней. Муж отказывается дать развод. Вивиан умоляет суд о помощи и милосердии, однако он не может помочь женщине.
Некоторое время спустя Вивиан и Элиша возвращаются в суд, достигнув соглашения о разводе. Свидетели подписывают гет, и раввины передают документ Элише для передачи Вивиан. Однако во время бракоразводного процесса Элиша выдвигает требование, заключающееся в том, что Вивиан не может быть с другими мужчинами. Вивиан соглашается после долгих перипетий, и они возвращаются в зал суда, чтобы завершить развод.

## Актёры
- Ронит Элькабец в роли Вивиан Амсалем
- Саймон Абкарян в роли Элиши Амсалем
- Менаше Ноу[ивр.] в роли Кармель Бен-Товим
- Сассон Габай, в роли раввина Шимона Амсалема
- Рами Данон[ивр.]* в роли раввина Данино
- Роберто Поллак[ивр.] в роли раввина Авраама
- Эли Горнштейн[ивр.] в роли главного раввина Соломона

## Приём
Фильм заслужил похвалу кинокритиков, получив средний рейтинг 90/100 на Metacritic и 100 % рейтинг одобрения на Rotten Tomatoes. Джей Вайсберг из журнала Variety похвалил его «красиво смоделированный сценарий, полный моментов раскрепощающего юмора».
Мэтт Золлер Зейтц назвал его лучшим фильмом с 2000 года (опрос BBC 2016 года).